# El Hamma
El Hamma (em árabe: الحامة) é uma cidade e comuna localizada na província de Khenchela, Argélia. Segundo o censo de 2008, a população total da cidade era de 12 051 habitantes.